# Violé·es : une histoire de dominations
Violé·es : une histoire de dominations est un documentaire radiophonique de Clémence Allezard réalisé par Séverine Cassar et diffusé dans l'émission LSD, la série documentaire sur France Culture en décembre 2020.
Les quatre épisodes de 58 minutes donnent exclusivement la parole aux victimes. Le documentaire met d'abord en avant l'analyse que celles-ci font des mécanismes de la violence sexuelle. Le documentaire donne aussi une place centrale à des extraits d'œuvres lues, et consacre son troisième épisode à la fabrique « d'autres récits » autour des œuvres de Mathilde Forget, Marcia Burnier, Coralie Fargeat, Andréa Bescond, Abdellah Taïa et Annie Ernaux.
Dans le troisième épisode, Annie Ernaux, avec Mathilde Forget et Clémence Allezard, revient sur son récit Mémoire de fille et qualifie pour la première fois l'événement qu'elle y relate de viol,,,.